# 白泉
白泉（1928年—），山东肥城人，中国人民解放军将领、中国人民解放军中将。
1988年，授予中国人民解放军中将，曾任昆明陆军学院院长。